# Stazione di Verona Porta Vescovo
La stazione di Porta Vescovo è una stazione ferroviaria a servizio dei quartieri orientali di Verona.

## Storia
La stazione di Porta Vescovo è stata la prima stazione ferroviaria di Verona. Inaugurata nel 1847, fu molto utilizzata durante la dominazione austriaca, trovandosi sul percorso della Ferrovia Milano-Venezia ed essendo collegata anche alla Ferrovia del Brennero, e in quanto Verona era la maggiore piazzaforte austriaca nella pianura padana. Dalla stazione passavano dunque soldati e rifornimenti militari, e vi erano le officine ferroviarie centrali del Lombardo-Veneto. L'ubicazione della stazione ferroviaria di Porta Vescovo e delle officine ferroviarie centrali (del 1859) era subordinata alle esigenze difensive (sfruttando a sud la difesa naturale dell'Adige) e teneva conto anche della prossimità dell'ampia zona militare del Campo Marzo, destinata a magazzini e ai trasporti militari. Qui, alcuni anni dopo verrà edificato il complesso della Provianda Militare. Un binario collegava la stazione al Campo Marzo: per il passaggio attraverso la cortina tra il Bastione delle Maddalene e il Bastione di Campo Marzo venne inserita la Porta di Campofiore (1865).
La stazione perse importanza con la costruzione della stazione di Porta Nuova, più vicina al centro della città.

## Strutture e impianti
La stazione è collegata con le Officine Grandi Riparazioni di Porta Vescovo, un impianto di Trenitalia dove vengono effettuate le revisioni delle locomotive elettriche.

## Movimento
La stazione è servita da treni regionali svolti da Trenitalia nell'ambito del contratto di servizio stipulato con le regioni interessate.
Situata nella zona est di Verona, è di importanza secondaria per il trasporto passeggeri rispetto alla stazione di Verona Porta Nuova, e viene utilizzata per lo più come scalo secondario.

## Interscambi

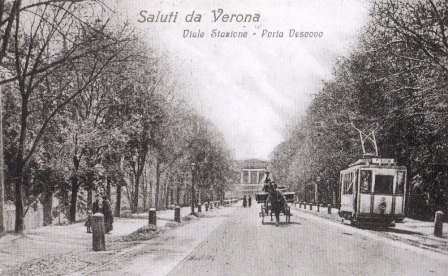
Viale Porta Vescovo (cartolina d'epoca)

Presso la stazione transitano numerose autolinee urbane e interurbanegestite dall'ATV, che garantisce il collegamento con i comuni della provincia veronese e con le restanti province venete.
Fra il 1884 e il 1951 nelle adiacenze della stazione era collocato uno dei capilinea della rete tranviaria urbana nonché, fra il 1881 e il 1958, il terminal di una vasta rete di tranvie extraurbane che comprendeva:
- la Tranvia Verona-Caldiero-San Bonifacio, asse portante della rete
- la diramazione Tranvia Caldiero-Tregnago
- il prolungamento Tranvia San Bonifacio-Lonigo-Cologna Veneta
- la Tranvia Verona-Grezzana
- la diramazione Tranvia San Bonifacio-San Giovanni Ilarione